# Rehabilitering (kriminalvård)
Rehabilitering är de åtgärder i kriminalvården som syftar till att ge den intagna möjligheter att återvända till ett liv i frihet. Några sådana åtgärder är utbildning, självhushåll och terapi.
Rehabiliteringsidén i straffteori går ut på att den intagna genom straffet ska bli en bättre medborgare.